# Chrisi Biskidzi
Chrisi Biskidzi (ur. 18 listopada 1974 w Atenach) – grecka wioślarka.

## Osiągnięcia
- Mistrzostwa Świata – Tampere 1995 – dwójka podwójna wagi lekkiej – 14. miejsce[1].
- Igrzyska Olimpijskie – Atlanta 1996 – dwójka podwójna wagi lekkiej – 15. miejsce[1].
- Mistrzostwa Świata – Aiguebelette 1997 – dwójka podwójna wagi lekkiej – 11. miejsce[1].
- Mistrzostwa Świata – Kolonia 1998 – czwórka podwójna wagi lekkiej – 3. miejsce[1].
- Mistrzostwa Świata – St. Catharines 1999 – dwójka podwójna wagi lekkiej – 15. miejsce[1].
- Igrzyska Olimpijskie – Sydney 2000 – dwójka podwójna wagi lekkiej – 11. miejsce[1].
- Mistrzostwa Świata – Lucerna 2001 – czwórka podwójna wagi lekkiej – 6. miejsce[1].
- Mistrzostwa Świata – Sewilla 2002 – dwójka podwójna wagi lekkiej – 10. miejsce[1].
- Mistrzostwa Świata – Mediolan 2003 – dwójka podwójna wagi lekkiej – 7. miejsce[1].
- Igrzyska Olimpijskie – Ateny 2004 – dwójka podwójna wagi lekkiej – 12. miejsce[1].
- Mistrzostwa Świata – Gifu 2005 – dwójka podwójna wagi lekkiej – 7. miejsce[1].
- Mistrzostwa Świata – Eton 2006 – dwójka podwójna wagi lekkiej – 3. miejsce[1].
- Mistrzostwa Świata – Monachium 2007 – dwójka podwójna wagi lekkiej – 5. miejsce[1].
- Mistrzostwa Europy – Poznań 2007 – dwójka podwójna wagi lekkiej – 1. miejsce[1].
- Igrzyska Olimpijskie – Pekin 2008 – dwójka podwójna wagi lekkiej – 6. miejsce[1].
- Mistrzostwa Europy – Ateny 2008 – dwójka podwójna wagi lekkiej – 1. miejsce[1].